# Шведська хокейна ліга
Шведська хокейна ліга (швед. Svenska Hockeyligan, SHL; раніше Елітсерія швед. Elitserien) — елітний хокейний дивізіон Швеції. Створена в 1975 році під назвою Елітсерія, у 2013 році вирішили перейменувати лігу з метою підвищення впізнаваності на міжнародному рівні. До того в різних варіаціях чемпіонат Швеції з хокею розігрували з 1922 року.

## Структура
До Шведської хокейної ліги входить 14 команд, що розігрують звання чемпіона Швеції в два етапи. На першому етапі команди зустрічаються між собою та визначають 8 учасників другого етапу змагань. 
Вісім найкращих клубів на другому етапі грають у плей-оф. Перша команда за підсумками регулярної частини першості грає з восьмою, 2-га - з 7-ю і т.д. Переможці виходять до півфіналу і так само грають до чотирьох перемог. Нарешті переможці півфінальних протистоянь визначають між собою чемпіона Швеції. Матчі за третє місце не проводяться.

## Склад учасників

Логотип змагання у 2007—2013 роках

Склад учасників ШХЛ у сезоні 2023—2024 років.
| Команда       | Місто        | Арена                 | Місткість |
| ------------- | ------------ | --------------------- | --------- |
| Векше Лейкерс | Векше        | Віда-Арена            | 5 700     |
| ГВ-71         | Єнчепінг     | Кіннарпс-Арена        | 7 038     |
| Еребру        | Еребру       | Берн Арена            | 5 150     |
| ІК Оскарсгамн | Оскарсгамн   | Бе-Ге Хокей Центр     | 3 400     |
| Лександ       | Лександ      | Тегера Арена          | 7 650     |
| Лінчепінг ГК  | Лінчепінг    | СААБ Арена            | 8 500     |
| Лулео ГФ      | Лулео        | Куп Арена             | 6 000     |
| Мальме        | Мальме       | Мальме Арена          | 12 500    |
| МОДО          | Ерншельдсвік | Ф'єльревен-Центер     | 7 600     |
| Регле         | Енгельгольм  | Ліндаб-Арена          | 5 040     |
| Тімро         | Тімро        | Е-Он-Арена            | 6 000     |
| Фер'єстад     | Карлстад     | Лефбергс-Ліля-Арена   | 8 250     |
| Фрелунда      | Гетеборг     | Скандинавіум          | 12 044    |
| Шеллефтео АІК | Шеллефтео    | Шеллефтео-Крафт-Арена | 6 001     |

## Чемпіони попередніх років
- 1976 — Брюнес
- 1977 — Брюнес
- 1978 — Шеллефтео
- 1979 — МОДО
- 1980 — Брюнес
- 1981 — Фер'єстад
- 1982 — АІК
- 1983 — Юргорден
- 1984 — АІК
- 1985 — Седертельє
- 1986 — Фер'єстад
- 1987 — Б'єрклевен (Умео)
- 1988 — Фер'єстад
- 1989 — Юргорден
- 1990 — Юргорден
- 1991 — Юргорден
- 1992 — Мальме
- 1993 — Брюнес
- 1994 — Мальме
- 1995 — ГВ-71
- 1996 — Лулео
- 1997 — Фер'єстад
- 1998 — Фер'єстад
- 1999 — Брюнес
- 2000 — Юргорден
- 2001 — Юргорден
- 2002 — Фер'єстад
- 2003 — Фрелунда
- 2004 — ГВ-71
- 2005 — Фрелунда
- 2006 — Фер'єстад
- 2007 — МОДО
- 2008 — ГВ-71
- 2009 — Фер'єстад
- 2010 — ГВ-71
- 2011 — Фер'єстад
- 2012 — Брюнес
- 2013 — Шеллефтео
- 2014 — Шеллефтео
- 2015 — Векше Лейкерс
- 2016 — Фрелунда
- 2017 — ГВ-71
- 2018 — Векше Лейкерс
- 2019 — Фрелунда
- 2020 — Лулео ГФ
- 2021 — Векше Лейкерс
- 2022 — Фер'єстад
- 2023 — Векше Лейкерс
- 2024 — Шеллефтео АІК
- 2025 — Лулео ГФ

## Чемпіони Швеції 1922-1975
- 1922 — Йота
- 1923 — Йота
- 1924 — Йота
- 1925 — Седертельє
- 1926 — Юргорден
- 1927 — Йота
- 1928 — Йота
- 1929 — Йота
- 1930 — Йота
- 1931 — Седертельє
- 1932 — Гаммарбю
- 1933 — Гаммарбю
- 1934 — АІК
- 1935 — АІК
- 1936 — Гаммарбю
- 1937 — Гаммарбю
- 1938 — АІК
- 1940 — Йота
- 1941 — Седертельє
- 1942 — Гаммарбю
- 1943 — Гаммарбю
- 1944 — Седертельє
- 1945 — Гаммарбю
- 1946 — АІК
- 1947 — АІК
- 1948 — Йота
- 1950 — Юргорден
- 1951 — Гаммарбю
- 1953 — Седертельє
- 1954 — Юргорден
- 1955 — Юргорден
- 1956 — Седертельє
- 1957 — Євле
- 1958 — Юргорден
- 1959 — Юргорден
- 1960 — Юргорден
- 1961 — Юргорден
- 1962 — Юргорден
- 1963 — Юргорден
- 1964 — Брюнес
- 1965 — Фрелунда
- 1966 — Брюнес
- 1967 — Брюнес
- 1968 — Брюнес
- 1969 — Лександ
- 1970 — Брюнес
- 1971 — Брюнес
- 1972 — Брюнес
- 1973 — Лександ
- 1974 — Лександ
- 1975 — Лександ